# 1. dynastie urská
1. dynastie urská (asi 27.–24. století př. n. l.) je tradiční označení posloupnosti panovníků sumerského města Ur ve 3. fázi raně dynastického období (RD III). Tito panovníci byli zřejmě svázáni příbuzenskými vztahy a Ur v jejich době byl podle Sumerského královského seznamu nejvýznamnějším sumerským městem, což dokládají i archeologické vykopávky královského pohřebiště města Ur, které objevil Leonard Woolley.
Ve zmíněném seznamu je posloupnost králů I. dynastie Uru tato:
- Mesannipada, vládl 80 let, asi 2563–2524 př. n. l.
- Meskiagnannar, vládl 36 let, asi 2483–2423 př. n. l.
- Elulu, vládl 25 let
- Balulu, vládl 36 let

(celkem 4 králové, vládnoucí 177 let, po oslabeném Uru převzal hlavní úlohu v Sumeru Awan)
V Sumerském královském seznamu je tato dynastie jmenována jako čtvrtá v pořadí a pro vědu má zásadní význam: jmenuje většinou skutečné sumerské panovníky, kromě Mesannipady zřejmě i s přibližným možným počtem let vlády. Pokud tzv. Předpotopní dynastie je zcela legendární, u 1. dynastie kišské pokládáme za pravděpodobně historické panovníky aspoň poslední dva (Enmenbaragezi, Agga) a u 1. dynastie urucké se také zdá, že někteří zástupci byli historickými.
Vykopávky v Uru dokázaly navíc, že před Mesannipadou vládla trojice jiných historických králů – Urpabilsag, Meskalamdug a Akalamdug, případně královna Puabi. Aby vědci nenarušovali posloupnost historického Seznamu, někteří vyčleňují tyto panovníky do zvláštní „nulté“ dynastie, třebaže se má za to, že Meskalamdug byl nejspíš dědem Mesannipady.
Rozluštění dalších klínopisných textů navíc umožnilo včlenit mezi Mesannipadu a Meskiagnanara významného Aanipadu, asi 2523–2484 př. n. l.
Za 1. dynastie byl Ur zřejmě bohatým městem obehnaným hradbami, kolem nichž byl veden příkop naplněný vodami nedalekého Eufratu. Moc panovníků je doložena bohatým pokladem královského pohřebiště, zvláště výbavou z hrobek Meskalamduga a Puabi. Předměty zároveň dokazují na obchodní styky s východními zeměmi, Arábií i Anatolií přes město Mari na západě.